# Orvar Åqvist
Jarl Orvar Åqvist, född 16 december 1876 i Stockholm, död 19 februari 1940 i Trollhättan, var en svensk ingenjör, direktör och kommunalpolitiker i Trollhättan.
Han var son till kaptenen Ossian Åqvist och Ida Hjort och gift första gången 1903 med Jenny Stridsberg och andra gången från 1916 med Valborg Vestermark samt far till Kerstin Åqvist. Efter avlagd mogenhetsexamen 1895 studerade han till ingenjör vid Chalmers tekniska läroanstalt efter studierna 1898 var han anställd som ingenjör vid Gustav de Laval 1898–1903 och som ingenjör vid Stridsberg & Biörck i Trollhättan 1903–1919 innan han utnämndes till direktör för företaget. Han var styrelseledamot i Göteborgs bank, Svenska Möbelfabriken och Maskinfabriken Rex i Halmstad. 